# Leisure Village East
Leisure Village East és una concentració de població designada pel cens dels Estats Units a l'estat de Nova Jersey. Segons el cens del 2000 tenia 4.597 habitants.

## Demografia
Segons el cens del 2000, Leisure Village East tenia 4.597 habitants, 2.826 habitatges, i 1.574 famílies. La densitat de població era de 1.109,3 habitants/km².
Dels 2.826 habitatges en un 0,2% hi vivien nens de menys de 18 anys, en un 51,6% hi vivien parelles casades, en un 3,6% dones solteres, i en un 44,3% no eren unitats familiars. En el 41,5% dels habitatges hi vivien persones soles el 35,5% de les quals corresponia a persones de 65 anys o més que vivien soles. El nombre mitjà de persones vivint en cada habitatge era d'1,63 i el nombre mitjà de persones que vivien en cada família era de 2,07.
Per edats la població es repartia de la següent manera: un 0,3% tenia menys de 18 anys, un 0,6% entre 18 i 24, un 2,3% entre 25 i 44, un 22,1% de 45 a 60 i un 74,8% 65 anys o més.
L'edat mediana era de 71 anys. Per cada 100 dones de 18 o més anys hi havia 66,8 homes.
La renda mediana per habitatge era de 34.402 $ i la renda mediana per família de 50.510 $. Els homes tenien una renda mediana de 50.833 $ mentre que les dones 32.574 $. La renda per capita de la població era de 28.879 $. Aproximadament el 0,5% de les famílies i el 2,2% de la població estaven per davall del llindar de pobresa.

## Poblacions més properes
El següent diagrama mostra les poblacions més properes.